# تشارلز بورمان
تشارلز بورمان (بالإنجليزية: Charles Boarman)‏ (24 ديسمبر 1795، 13 سبتمبر 1879) ضابط في بحرية الولايات المتحدة . دخل الخدمة البحرية قبل وقت قصير من حرب عام 1812 وخدم حتى 1876، في وقت لاحق بأنه سيتقاعد اللواء . شغل عدد من الوظائف الهامة، سواء في أوقات السلم والحرب، في البحر الأبيض المتوسط، جزر الهند الغربية وأسراب البرازيل وكقائد لل ساحة البحرية بروكلين . كما كلف لرسم خاص خلال الحرب الأهلية الأمريكية وعضو المجلس البحرية الأمريكية في واشنطن،